# 이미지 검색
이미지 검색(Image retrieval) 시스템은 대규모 디지털 이미지 데이터베이스에서 이미지를 탐색, 검색 및 검색하는 데 사용되는 컴퓨터 시스템이다. 이미지 검색의 가장 전통적이고 일반적인 방법은 캡션, 키워드, 제목 또는 설명과 같은 메타데이터를 이미지에 추가하여 검색이 주석 단어에 대해 수행될 수 있도록 하는 몇 가지 방법을 활용한다. 수동 이미지 주석은 시간이 많이 걸리고 힘들며 비용이 많이 든다. 이를 해결하기 위해 자동 영상 주석에 대한 많은 연구가 진행되어 왔다. 또한 소셜 웹 애플리케이션과 시맨틱 웹의 증가는 여러 웹 기반 이미지 주석 도구의 개발에 영감을 주었다.
최초의 마이크로컴퓨터 기반 이미지 데이터베이스 검색 시스템은 1990년대 MIT에서 바니레디 프라사드, 아마르 굽타, 후민 툰가, 스튜어트 매드닉에 의해 개발되었다.
2008년 설문 조사 기사에 따르면 2007년 이후 진행 상황이 기록되어 있다.
2021년 기준 모든 이미지 검색 시스템은 3D 이미지가 아닌 2D 이미지용으로 설계되었다.

## 같이 보기
- 컴퓨터 비전
- 이미지 편집
- 디지털 화상 처리
- 정보 검색
- 순위 학습